# ألبرت بايز
ألبرت فينيسيو بايز ( /ˈbaɪ.ɛz/ BY-ez 15 نوفمبر 1912 – 20 مارس 2007) عالم فيزياء أمريكي مكسيكي ووالد المطربتين جوان بايز وميمي فارينا، وعم جون سي بايز. قدم مساهمات مهمة في التطوير المبكر لمجاهر الأشعة السينية، وبصريات الأشعة السينية، وتلسكوبات الأشعة السينية اللاحقة